# 暴動

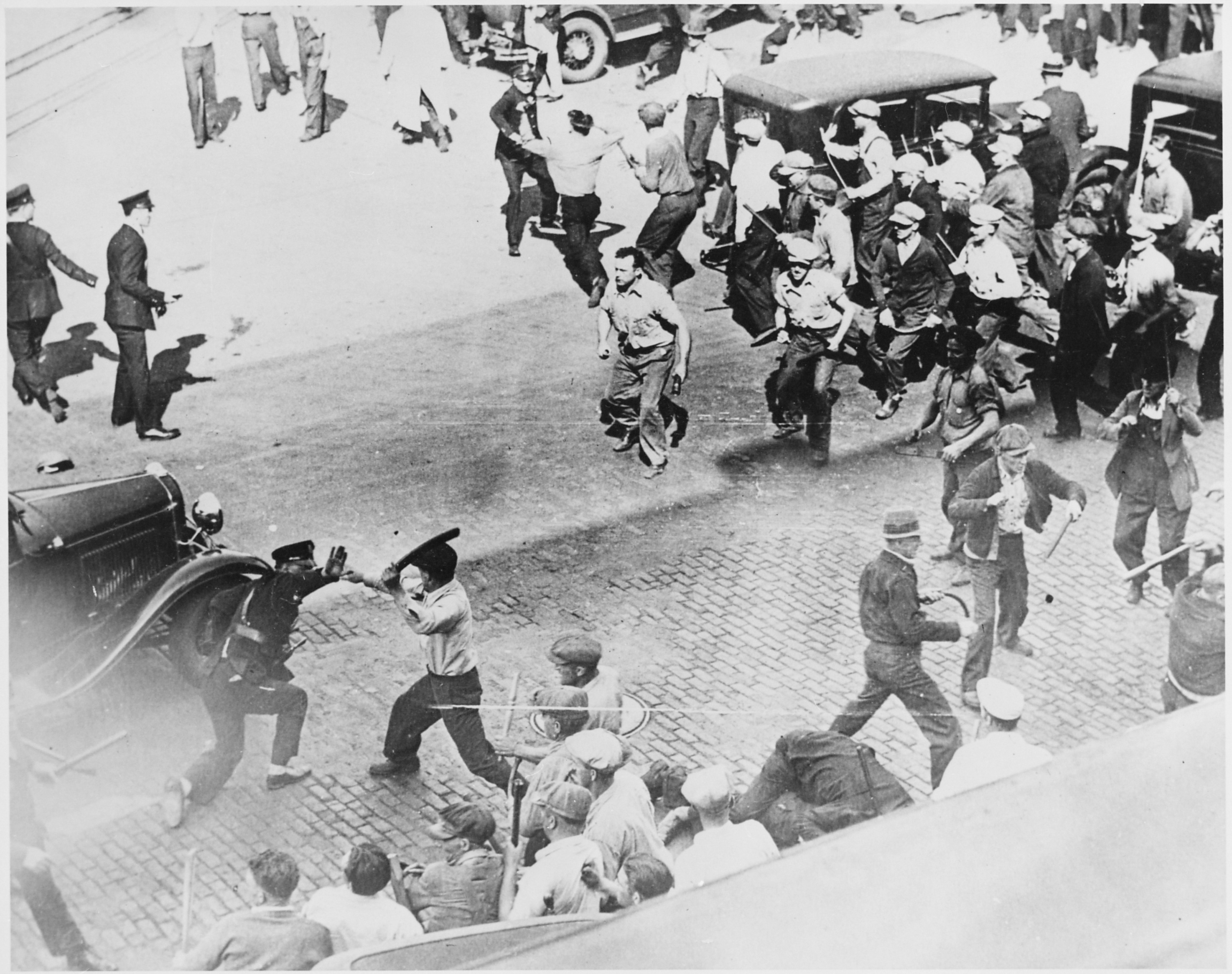
暴動

暴動（ぼうどう、英: riot）とは、多数の市民・民衆が集合的に暴行・脅迫・破壊などの暴力的な活動を行うことである。

## 分類
基本的に群衆が単に何らかの対象に対して集団的な暴力・脅迫を行う暴動は「騒乱」「騒擾（そうじょう）」と呼ぶ。これに対し、違法な手段によって国家の制度組織を破壊し変革する目的を持った大規模かつ組織的な暴動は「内乱」と呼ぶ。内乱が戦闘の形態となったら内戦となり、国家を代表する統治機関の政治権力を奪取することに成功すればクーデター・革命と呼ばれる。

## 特徴
多くは、議会や首長の投票や候補者の身の安全にかかわる問題、暗殺未遂などを発端に、なんらかの政治的要求ないしは経済的要求を標榜するが、指導者が不在であることが多いため体制側が警察・軍隊を出動させ暴動鎮圧を図ることによって、急速に沈静化していくことが多い。
また、デモやイベントなどでのトラブルにより、小規模な「暴動」が発生する場合もあるが、それが翌日にまで引き継がれる事は少ない。明確な指導者が不在であること（成り行きで起き、扇動者は不明に等しい）、参加者が多数であることなどのため、暴動を起こした（参加した）側の責任が厳しく追及されることはほとんどない。
現在の日本は諸外国に比べて比較的暴動は起きにくいとされている。しかし、それは外見的な話であり、オウム真理教が地下鉄サリン事件を引き起こした事に代表されるように暴動や革命を起こせるだけの組織は潜在的に存在し、様々な組織が公安警察の視察下に置かれている。日本の場合は「消極的なテロ」という形で表面化する。
日本国内では暴動を起こした場合、まず騒乱罪（1995年までは「騒擾罪」）に、さらに付随的に暴行罪・傷害罪・脅迫罪・器物損壊罪・現住建造物等放火罪・火炎びん処罰法違反・建造物侵入罪・公務執行妨害罪・凶器準備集合罪・暴力行為等処罰法違反などに問われる可能性がある（内乱を起こした場合、内乱罪となる）。

## スポーツにおける暴動
スポーツ競技の試合においては、審判の判定や試合内容に対する不満などが原因となって観客が暴徒と化し、暴動に至るケースがみうけられる。
このようなケースは、海外においてはサッカーの試合において多く見られ、暴徒達はフーリガンと呼ばれる。

### 日本でのスポーツにおける暴動
日本においては、かつては野球（インブリー事件、木戸美摸投手負傷事件など）や競馬（園田事件など）において暴動が発生するケースがあったが、近年はあまり見られない（番狂わせを参照のこと）。
- 生卵事件
- 園田事件
- 平和台事件

## 著名な暴動

### 世界の暴動
- ニューヨーク徴兵暴動（1863年、アメリカ合衆国）
- ヘイマーケット事件（1886年、アメリカ合衆国）
- 東ベルリン暴動（1953年、東ドイツ）
- ポズナン暴動（1956年、ポーランド）
- ワッツ暴動（1965年、アメリカ合衆国）
- 六四天安門事件（1989年、中華人民共和国）
- ロス暴動（1992年、アメリカ合衆国）
- 1997年アルバニア暴動
- 2005年パリ郊外暴動事件（フランス）
- クロナラ暴動（2005年、オーストラリア）
- ムハンマド風刺漫画掲載問題（2005年、中東）
- モルドバ暴動（2009年）
- イギリス暴動（2011年）
- ストックホルム暴動（英語版）（2013年）
- チリ暴動 (2019年-2020年)（2019年）
- 2020年ミネアポリス反人種差別デモ (2020年、 アメリカ)
- 2021年アメリカ合衆国議会議事堂襲撃事件（2021年）

### 日本の暴動
- 強訴
- 一揆
- 打ちこわし
- 血税一揆
- 長崎事件
- 日比谷焼き打ち事件
- 足尾暴動事件
- 電車焼き討ち事件
- 米騒動
- 花岡事件
- 坂町事件
- 渋谷事件
- 首相官邸デモ事件
- 阪神教育事件（大阪朝鮮人騒擾事件、神戸朝鮮人学校事件)
- 浜松事件
- 平事件
- 長田区役所襲撃事件
- 王子朝鮮人学校事件
- 血のメーデー事件
- 吹田事件
- 大須事件
- 安保闘争
- 西成暴動
- 大学紛争
- 新宿騒乱事件
- 佐藤首相訪米阻止闘争
- 渋谷暴動事件
- コザ暴動
- 成田闘争
- 東峰十字路事件（成田空港予定地の代執行）
- 上尾事件
- 首都圏国電暴動
- 10.20成田現地闘争
- 国電同時多発ゲリラ事件
- 沖縄署襲撃事件

## 暴動及び鎮圧に用いられる非致死性兵器等
- 催涙剤
- 放水銃
- ゴム弾
- 警棒
- ライオットシールド（盾）
- 音響兵器
- 発煙弾